# 中国科学院上海微系统与信息技术研究所
中国科学院上海微系统与信息技术研究所，简称上海微系统所，是中华人民共和国一家主要关注半导体材料和器件、集成电路、超导等领域的专业研究机构，是中国科学院直属正局级单位，其前身为1928年正式创立于上海的国立中央研究院工程研究所。中国科学院“率先行动”计划将上海微系统与信息技术研究所定位为卓越创新中心。
上海微系统与信息技术研究所现有中国科学院院士2人、美国国家科学院院士1人，正高级科技人员105人。

## 历史
1927年11月20日，蔡元培主持召开中央研究院筹备会议，会议通过了《中华民国大学院中央研究院组织条例》并决定优先筹备设立理化实业研究所等四个研究机构。理化实业研究所分为物理组、化学组和工程组，主要关注基础科学研究，但也包括实用的工程学。1928年6月9日，中央研究院第一次院务会议在上海召开，蔡元培宣布中央研究院正式成立。院务会议之后不到一个月，理化实业研究所筹备工作即宣告完成。事实上，理化实业研究所正式成立之时就分为物理、化学和工程三个研究所，由周仁出任工程研究所所长。起初三个研究所合设于上海市霞飞路899号办公，后又一同搬至白利南路理工实验馆。抗日战争期间，工程研究所迁往昆明。1945年更名为国立中央研究院工学研究所。1946年，工学研究所返回上海理工实验馆开展工作，钢铁研究部分留在昆明成为工作站。
中国共产党取得政权后，中国科学院开始接收中央研究院工学研究所。1950年，中央研究院工学研究所改组为中国科学院工学实验馆，是中国科学院最初的15个研究所之一。1953年，改名中国科学院冶金陶瓷研究所。1955年开始筹建长沙分所，后独立为中国科学院矿冶研究所。1959年陶瓷部分调出成为中国科学院硅酸盐化学与工学研究所，研究所更名为中国科学院冶金研究所，昆明工作站独立为中国科学院昆明冶金陶瓷研究所。
1966年毛泽东发动文化大革命后，国防工业的科研、生产、建设等各方面也受到严重影响而趋于瘫痪。聂荣臻于1967年先后向中共中央提交了《关于军事接管和调整改组国防科研机构的请示报告》和《关于国防科研体制调整改组方案的报告》。根据批复，国防科委提供具体的调整和改组方案，次年1月份开始执行。1968年，冶金研究所正式划归国防科委，改名“国防科委十六研究院第三研究所”。1970年，研究所复归科学院，定名中国科学院上海冶金研究所。
2001年，研究所改名中国科学院上海微系统与信息技术研究所。

## 研究领域
中华民国大陆时期，工学研究所主要关注冶金、陶瓷和玻璃等领域。1960年代初考虑到冶金工业部已经逐步具备科研能力，研究所开始将研究方向拓展到半导体材料和集成电路等领域。研究所设有集成电路材料全国重点实验室（原信息功能材料国家重点实验室）、传感器技术全国重点实验室（原传感技术联合国家重点实验室）、中国科学院太赫兹固态技术重点实验室、中国科学院无线传感网与通信重点实验室等研究机构。
上海微系统与信息技术研究所是中华人民共和国国务院批准的首批博士硕士学位授予单位之一，包括电子科学与技术、信息与通信工程两个一级学科博士硕士培养点和材料物理化学二级学科博士硕士培养点。

## 研究成果
- 铀扩散分离膜（吴自良等）[29]
- 高速、超高速双极型数字集成电路

| 年度 | 项目名称                                       | 获奖类别                   | 链接                   |
| ---- | ---------------------------------------------- | -------------------------- | ---------------------- |
| 2006 | 高端硅基SOI材料研发和产业化                    | 国家科学技术进步奖（一等） | （页面存档备份，存于） |
| 2012 | 基于工艺选择性的MEMS三维制造关键技术与设计方法 | 国家技术发明奖（二等）     | （页面存档备份，存于） |

## 历任所长[30]
- 周仁（1927年-1973年）
- 邹元燨（1978年-1982年）
- 邹世昌（1983年-1997年）
- 江绵恒（1997年-2002年）
- 封松林（2002年-2010年）
- 王曦（2010年-2019年）
- （2019年-2021年由副所长谢晓明主持工作）
- 谢晓明（2021年-）[31]